# 早稲田鶴巻町
早稲田鶴巻町（わせだつるまきちょう）は、東京都新宿区の町名。「丁目」の設定のない単独町名である。住居表示未実施。

## 概要
新宿区の北部に位置する。牛込地域に属している。地域北部は、概ね新目白通りに接し、文京区関口一丁目に接する。地域東部は、新宿区榎町・新宿区山吹町にそれぞれ接する。南部は新宿区早稲田町に接する。西部は、新宿区戸塚町一丁目に接する。地域中央部を東西に早大通りが通っている。また、地域内にある新目白通りとの交差点である鶴巻町交差点を始点として外苑東通りが南に向かって通っている。地域内の多くは住宅地となっている。また地域内には印刷・製本関連の企業も見ることができる。

### 地価
住宅地の地価は、2025年（令和7年）1月1日の公示地価によれば、早稲田鶴巻町523番6の地点で99万5000円/m2となっている。

## 歴史
1300年（正安2年）より1460年（寛正元年）まで、現在の元赤城神社の地に赤城神社が存在したが、当時は田島村と呼ばれていた。江戸時代は早稲田村に属し、小名として鶴巻が存在した。1891年（明治24年）早稲田鶴巻町となる。早稲田大学開校後は学生街として発展し、当町のヨーロッパ軒で初めてソースカツ丼を売り出したという逸話があるほか、学生用の下宿屋が多く、井伏鱒二は自身の学生時代を『牛込鶴巻町』に著している。

### 地名の由来
元禄の頃小石川村において田で鶴の放し飼いを行っており、早稲田村にも飛来したので、当地に鶴番人を置いたことによると伝わる。「鶴」を本来は「水流」であるとし、かつて当地を流れていた蟹川と結び付ける説もある。

## 世帯数と人口
2025年（令和7年）3月1日現在（新宿区発表）の世帯数と人口は以下の通りである。
- 世帯数 : 4,121世帯
- 人口 : 5,740人

### 人口の変遷
国勢調査による人口の推移。
| 年                 | 人口  |
| ------------------ | ----- |
| 1995年（平成7年）  | 5,101 |
| 2000年（平成12年） | 5,004 |
| 2005年（平成17年） | 5,128 |
| 2010年（平成22年） | 5,331 |
| 2015年（平成27年） | 5,298 |
| 2020年（令和2年）  | 5,679 |

### 世帯数の変遷
国勢調査による世帯数の推移。
| 年                 | 世帯数 |
| ------------------ | ------ |
| 1995年（平成7年）  | 2,413  |
| 2000年（平成12年） | 2,588  |
| 2005年（平成17年） | 2,970  |
| 2010年（平成22年） | 3,295  |
| 2015年（平成27年） | 3,415  |
| 2020年（令和2年）  | 3,907  |

## 学区
区立小・中学校に通う場合、学区は以下の通りとなる（2018年8月時点）。
- 区域 : 全域
  - 小学校 : 新宿区立鶴巻小学校
  - 中学校 : 新宿区立牛込第二中学校

## 事業所
2021年（令和3年）現在の経済センサス調査による事業所数と従業員数は以下の通りである。
- 事業所数 : 414事業所
- 従業員数 : 2,776人

### 事業者数の変遷
経済センサスによる事業所数の推移。
| 年                 | 事業者数 |
| ------------------ | -------- |
| 2016年（平成28年） | 405      |
| 2021年（令和3年）  | 414      |

### 従業員数の変遷
経済センサスによる従業員数の推移。
| 年                 | 従業員数 |
| ------------------ | -------- |
| 2016年（平成28年） | 2,744    |
| 2021年（令和3年）  | 2,776    |

## 施設
- 早稲田大学研究開発センター
- 早稲田大学3号館
- 鶴巻南公園
- 早稲田大学前郵便局
- 牛込消防署早稲田出張所
- 元赤城神社
- 天祖神社
- 解放社本社（日本革命的共産主義者同盟革命的マルクス主義派本部）
- ヴィア・ホールディングス 本社
- 旬報社 本社

### かつて存在した施設
- 早稲田実業学校（跡地に早稲田大学研究開発センターが立地）
- 東京建築専門学校
- 現代マンガ図書館

## その他

### 日本郵便
- 郵便番号 : 162-0041[3]（集配局 : 牛込郵便局[16]）。